# Базанова, Марина Викторовна
Марина Викторовна Базанова (25 декабря 1962, Омск — 27 апреля 2020, Бремен) — советская и украинская гандболистка, выступала за киевский «Спартак», немецкие клубы «Валле» и «Вердер», а также сборную СССР. Заслуженный мастер спорта СССР (1982).

## Биография
Большую часть профессиональной карьеры провела в киевском «Спартаке», в его составе 7 раз выигрывала чемпионат СССР и пять раз побеждала в Лиге чемпионов. В 1991 году стала игроком клуба «Валле» из Бремена, затем была играющим тренером «Валле» и «Вердера». В составе сборной СССР трижды выигрывала чемпионат мира и дважды становилась бронзовым призёром Олимпийских игр.
После окончания карьеры работала реабилитологом в Бремене.
Похоронена на Старо-Северном мемориальном кладбище города Омска.

## Достижения

### Клубные
- 7-кратная чемпионка СССР: 1981—1988
- 4-кратная чемпионка Германии: 1992, 1994, 1995, 1996
- 5-кратная победительница Лиги чемпионов: 1981, 1983, 1985, 1986, 1987, 1988
- Победительница Кубка Кубков: 1994

### В сборной
- Бронзовый призёр Олимпийских игр: 1988, 1992
- Чемпионка мира: 1982, 1986, 1990